# Relaciones México-República Checa
Las naciones de México y la República Checa establecieron relaciones diplomáticas en 1993. Las relaciones entre ambas naciones existieron desde 1922, cuando la República Checa era parte de Checoslovaquia hasta su separación de la unión en 1992.
Ambas naciones son miembros de las Naciones Unidas y la Organización para la Cooperación y el Desarrollo Económicos.

## Historia

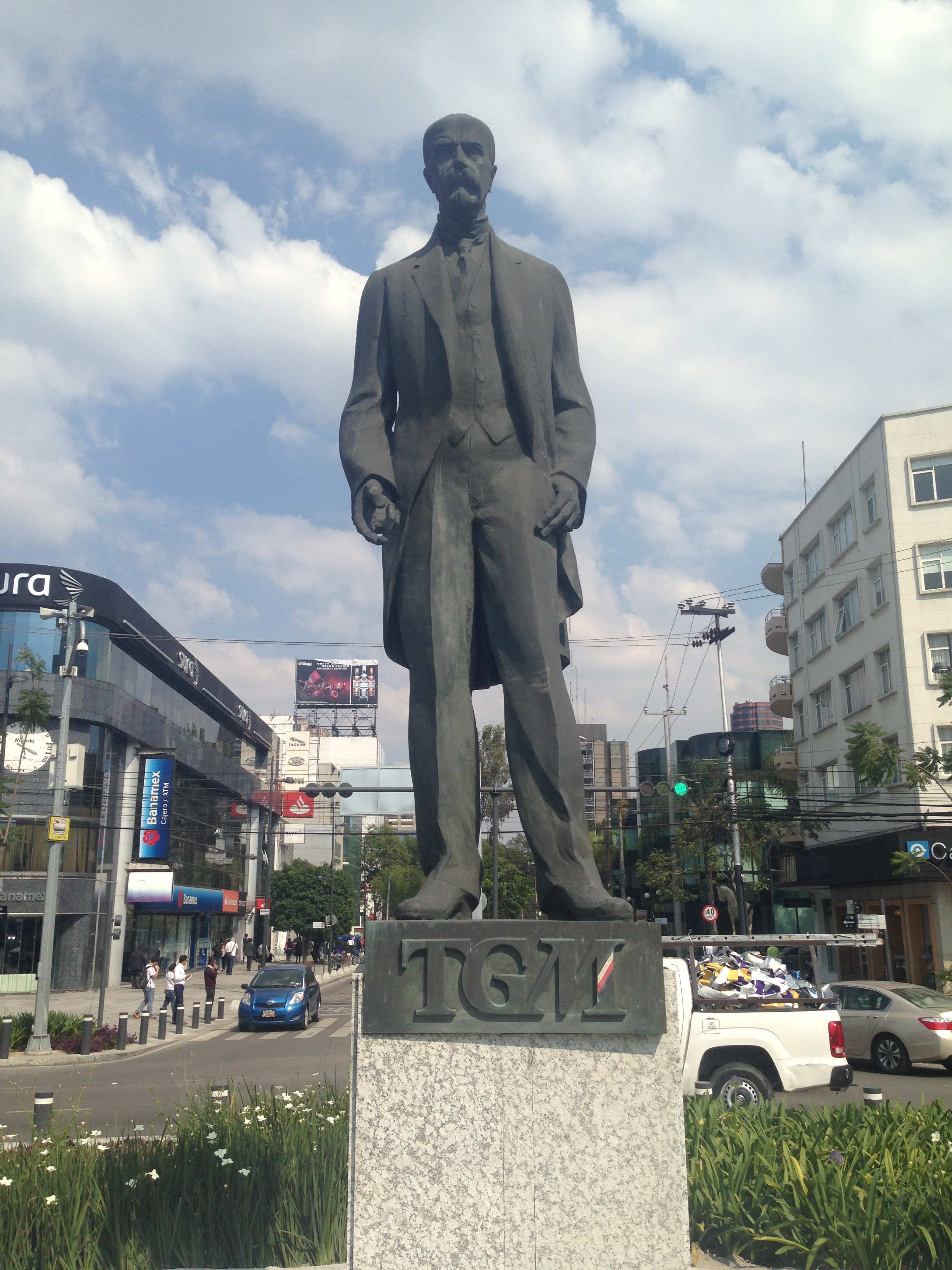
Estatua del primer presidente checoslovaco Tomáš Masaryk en la Ciudad de México.

México estableció relaciones diplomáticas con Checoslovaquia en 1922, cuatro años después de que el país proclamara su independencia del Imperio austrohúngaro. Ese mismo año, ambas naciones abrieron consulados en las capitales de cada uno, respectivamente. En 1936, el presidente mexicano Lázaro Cárdenas nombró una de las calles principales de la colonia Polanco de la Ciudad de México en honor al primer presidente checoslovaco Tomáš Masaryk. Por su parte, existe una Plaza Lázaro Cárdenas (Park Generála Lázaro Cárdenase) en el distrito Praga 6.
Las relaciones diplomáticas entre las dos naciones fueron interrumpidas en abril de 1939 después de la invasión de Alemania en el país. Sin embargo, el gobierno exiliado en Londres mantuvo relaciones con México. México condenó las anexiones de tierras checas por parte de Alemania en la Sociedad de las Naciones. En 1942, las relaciones diplomáticas se restablecieron entre las dos naciones y en 1959, las se establecieron embajadas residentes.
En agosto de 1990, el presidente checoslovaco Václav Havel realizó una visita oficial a México. En 1991, el presidente mexicano Carlos Salinas de Gortari realizó una visita oficial a Checoslovaquia. En diciembre de 1992, Checoslovaquia se dividió en la República Checa y Eslovaquia. México estableció relaciones diplomáticas con la República Checa el 1 de enero de 1993. En octubre de 2001, el presidente mexicano Vicente Fox realizó una visita oficial a la República Checa. En el Castillo de Praga se celebraron celebraciones oficiales y reuniones bilaterales con el presidente checo, Václav Havel.
En mayo de 2022, México y la República Checa celebraron 100 años del establecimiento de relaciones diplomáticas.

## Visitas de alto nivel
Visitas de alto nivel de Checoslovaquia/República Checa a México
- Presidente Václav Havel (1990, 1993)
- Primer Ministro Miloš Zeman (2002)
- Viceministro de Relaciones Exteriores David Gladis (2007)
- Viceministro de Relaciones Exteriores Helena Bambasová (2008)
- Viceministro de Relaciones Exteriores Ivan Jančárek (2015)
- Ministro de Relaciones Exteriores Tomáš Petříček (2019)

Visitas de alto nivel de México a Checoslovaquia/República Checa
- Presidente Carlos Salinas de Gortari (1991)
- Presidente Vicente Fox (2001)
- Subsecretaria de Relaciones Exteriores Lourdes Aranda Bezaury (2005)
- Secretaria de Relaciones Exteriores Patricia Espinosa Cantellano (2009)
- Subsecretaria de Relaciones Exteriores Carmen Moreno Toscano (2022)

## Acuerdos bilaterales
Ambas naciones han firmado algunos acuerdos bilaterales, como un Acuerdo sobre transporte aéreo (1990); Acuerdo de Cooperación Científica, Técnica y Tecnológica (1995); Acuerdo de Cooperación Educativa y Cultural (2001); Acuerdo para Evitar la Doble Imposición y Prevenir la Evasión Fiscal en materia de Impuestos sobre la Renta y sobre el Patrimonio (2002) y un Acuerdo sobre la promoción y protección recíproca de la inversión (2004).

## Relaciones comerciales
En 1997, México firmó un Tratado de Libre Comercio con la Unión Europea (lo cual incluye también a la República Checa desde 2004). En 2023, el comercio bilateral entre ambas naciones ascendió a $1.3 mil millones de dólares. Las principales exportaciones de México a la República Checa incluyen: partes y accesorios para máquinas, equipos eléctricos, tubos de cobre, partes y accesorios para vehículos de motor, productos a base de alimentos, y alcohol. Las principales exportaciones de la República Checa a México incluyen: teléfonos y teléfonos móviles, maquinaria, hilos y cables eléctricos, automóviles y otros vehículos, hierro, acero y vidrio.  Algunas empresas multinacionales mexicanas como Cemex, Grupo Bimbo y Nemak (entre otros) operan en la República Checa.

## Misiones diplomáticas residentes
- México tiene una embajada en Praga.[8]
- República Checa tiene una embajada en la Ciudad de México.[9]

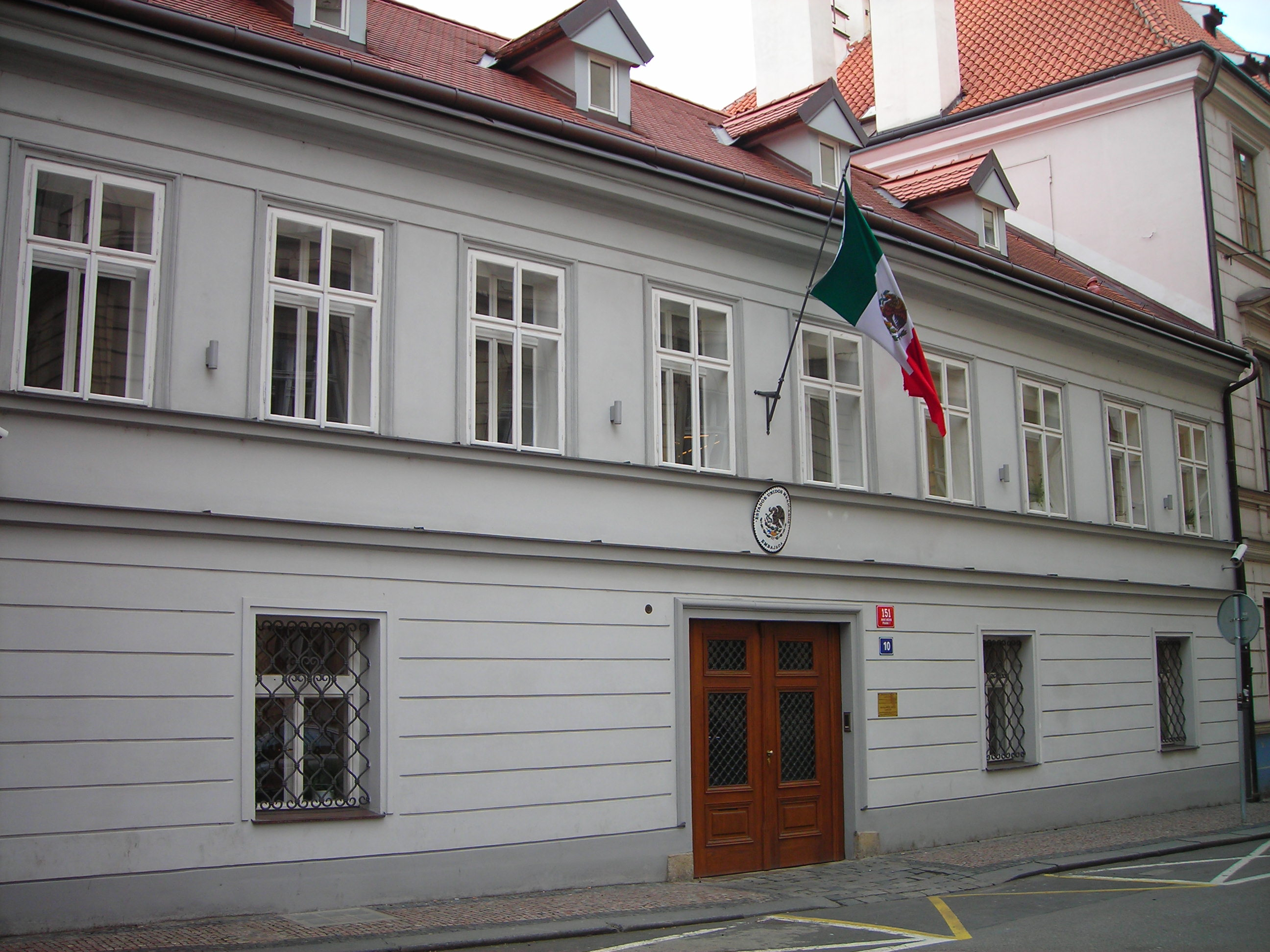
Embajada de México en Praga
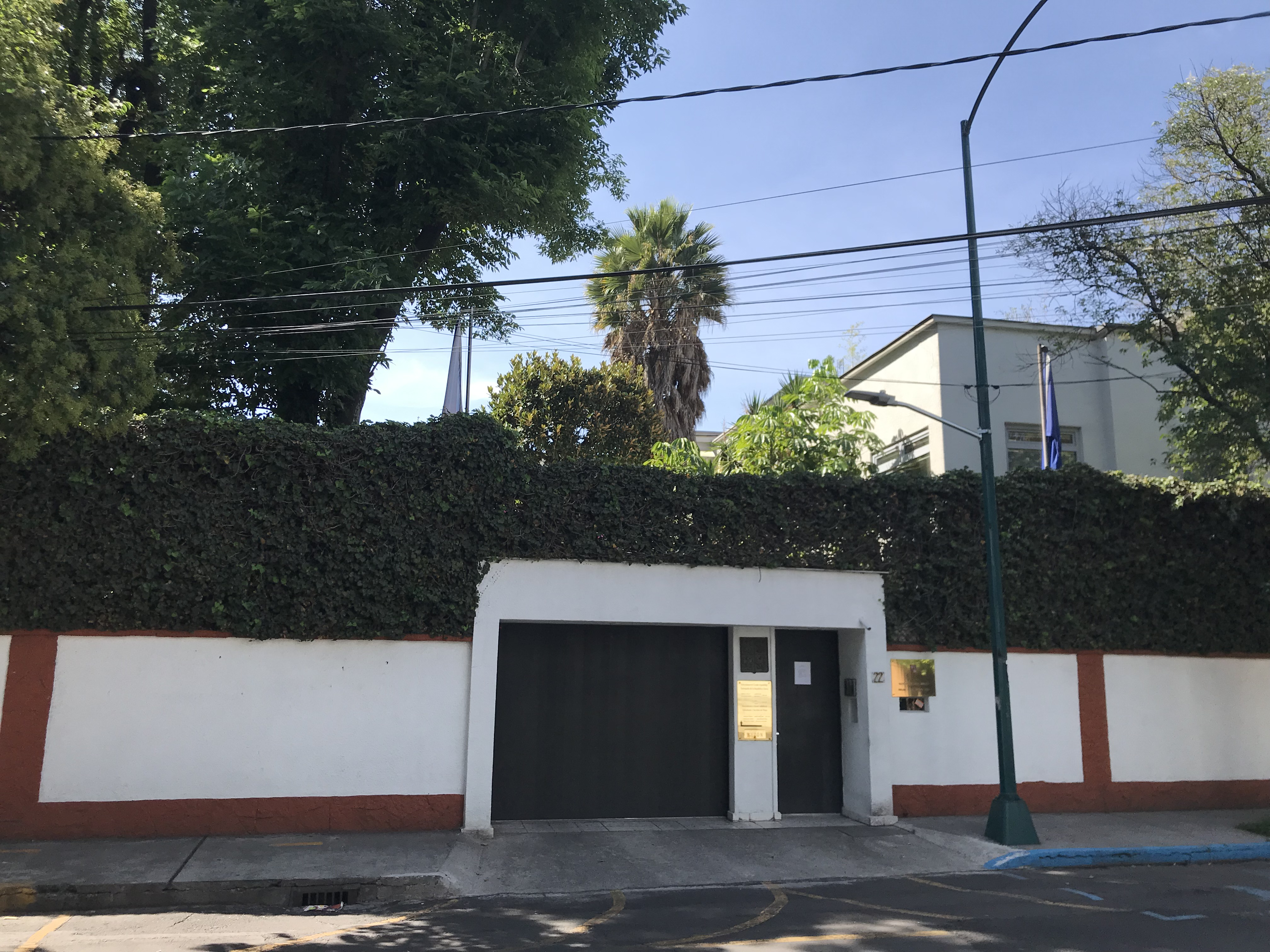
Embajada de la República Checa en la Ciudad de México